# Dreileben

Dreileben (littéralement : Trois vies) est un ensemble de trois téléfilms allemands réalisés en 2011 par Christian Petzold, Dominik Graf et Christoph Hochhäusler.
Chacun des films a une durée de 89 minutes. Dreileben a été diffusé à la télévision allemande pour la première fois le 29 août 2011, édité en DVD et Blu-Ray, sur le marché allemand, le lendemain par KNM Home Entertainment GmbH.

## Concept
L'idée a émergé à l'été 2006, fruit d'une discussion par courriels entre les trois cinéastes Christian Petzold, Dominik Graf et Christoph Hochhäusler, à propos des étiquettes "nouvelle vague allemande" ou "école de Berlin" que leur imputent les revues cinéphiles et les distributeurs européens. Deux ans plus tard, les trois réalisateurs soulèvent l'idée de poursuivre la discussion théorique au moyen d'un projet filmique commun : trois films, reliés entre par des lieux, des personnages, une continuité logique de temps et d'événements. Outre ce cadre théorique, toutefois, la continuité entre les trois films est libre, si ce n'est lâche, les trois cinéastes s'attèlent à leur réalisation chacun de leur côté.
Ils conviennent ainsi d'un cadre concret, servant de base à leur scénario respectif : un été, une ville fictive, un fait divers criminel relégué à l'arrière-plan narratif dans les deux premiers films, mis en avant dans le dernier volet.
Les trois films développent effectivement ce fait divers selon trois perspectives différentes - la future victime, une psychologue appelée en renfort dans l'enquête, le fugitif présumé coupable -, de même qu'ils développent chacun un traitement esthétique propre aux cinéastes. Un lien est néanmoins fait, à l'image, entre les films, par la circulation de quelques personnages à travers les trois volets.

## Synopsis
Dans la ville fictive de Dreileben, dans le Thuringe, une jeune femme se fait sauvagement assassiner derrière l'hôpital où travaille son ancien petit ami. Sur les images enregistrées par une des caméras de surveillance de l'établissement, la silhouette d'un homme : Frank Molesch. Le fugitif présumé coupable sera traqué sans relâche.

## Trompe-la-mort

### Synopsis
Johannes, objecteur de conscience effectuant son service civique à la clinique de Dreileben, assume difficilement sa rupture d'avec Sara, la fille du médecin chef. Sa rencontre avec Ana, jeune femme de chambre bosniaque, rebelle et impétueuse, va venir bouleverser son quotidien.
Pendant ce temps, un homme taciturne, Frank Molesch, inculpé pour agression sexuelle, profite d'une visite qu'il rend à sa mère, souffrante, pour échapper à la vigilance de ses gardes : il va se cacher dans la forêt, épier Johannes et Ana...

### Fiche technique
- Titre original : Etwas Besseres als den Tod
- Réalisation : Christian Petzold
- Scénario : Christian Petzold
- Musique originale : Stefan Will
- Production : Florian Koerner von Gustorf et Michael Weber
- Montage : Bettina Böhler
- Photographie : Hans Fromm
- Genre : Drame
- Couleur : Couleur

### Distribution
- Jacob Matschenz : Johannes
- Luna Mijovic : Ana
- Vijessna Ferkic : Sara
- Stefan Kurt : Frank Molesch
- Eberhard Kirchberg : Marcus Kreil
- Rainer Bock : Dr. Dreier
- Frank Kessler : Jürgen
- Philipp Oehme : Frank

## Ne me suis pas

### Synopsis
Lorsque Johanna, policière psychologue appelée en renfort dans la traque de Molesch, arrive à Dreileben, elle se fait héberger par une amie d’enfance, Vera : toutes deux reviennent sur leur adolescence. La mission de Johanna est double, toutefois : elle enquête en parallèle, et officieusement, sur une affaire de corruption dans la police. La menace, aux multiples visages, entoure Johanna d'une étreinte bien plus serrée qu'elle ne l'imagine : les erreurs de son passé la rattrapent, ses collègues découvrent sa mission secrète, Molesch rode dans le voisinage.

### Fiche technique
- Titre original : Komm' mir nicht nach
- Réalisation : Dominik Graf
- Scénario : Markus Busch et Dominik Graf
- Musique originale : Sven Rossenbach et Florian van Volxem
- Production : Andreas Bareiß, Sven Burgemeister et Gloria Burkert
- Montage : Claudia Wolscht
- Photographie : Michael Wiesweg
- Genre : Drame
- Couleur : Couleur

### Distribution
- Jeanette Hain : Johanna
- Susanne Wolff : Vera
- Misel Maticevic : Bruno
- Stefan Kurt : Frank Molesch
- Eberhard Kirchberg : Marcus Kreil
- Jacob Matschenz : Johannes
- Frank Kessler : Jürgen
- Philipp Oehme : Frank

## Une minute d'obscurité

### Synopsis
Alors qu'une visite à sa mère mourante lui est accordée, le prisonnier Molesch profite à nouveau de l'occasion pour s’enfuir. L'inspecteur Marcus Kreil, en dépit de son arrêt de travail pour troubles cardiaques, ne parvient à se défaire de cette obsession pour la traque du fugitif. Le chassant sans relâche, et à sa manière, Kreil poursuivra le présumé coupable à travers routes et sous-bois, coûte que coûte. Toutefois, la certitude de Kreil quant à la culpabilité de Molesch s'émiette à mesure que son enquête progresse. L’issue de cette chasse à l'homme sera autant brutale que déroutante.

### Fiche technique
- Titre original : Eine Minute Dunkel
- Réalisation : Christoph Hochhäusler
- Scénario : Christoph Hochhäusler et Peer Klehmet
- Musique originale : Bert Wrede
- Production : Bettina Brokemper
- Montage : Stefan Stabenow
- Photographie : Reinhold Vorschneider
- Genre : Drame
- Couleur : Couleur

### Distribution
- Stefan Kurt : Frank Molesch
- Eberhard Kirchberg : Marcus Kreil
- Jacob Matschenz : Johannes
- Luna Mijovic : Ana
- Timo Jacobs : Dimitros Katalmas
- Joan Pascu : Egon Scheer
- Holger Doellmann : Guido
- Paraschiva Dragus : Cleo

## Récompenses et distinctions
- 2011 : Prix du film de fiction original aux Deutschen Fernsehpreis
- 2012 : Prix du film de fiction Adolf Grimme
- 2012 : Prix d'interprétation masculine pour Stefan Kurt aux Deutschen Schauspielerpreis